# Slikken van de Heen (Tholen)
De Slikken van de Heen in Tholen vormen het Zeeuwse, westelijke deel van een kweldergebied dat sinds 1975 doorsneden wordt door het Schelde-Rijnkanaal. Het is genoemd naar een waterloop die later Eendracht zou gaan heten. Het oostelijke deel ligt in de provincie Noord-Brabant en staat eveneens bekend als Slikken van de Heen. Het Zeeuwse natuurgebied ligt ten oosten en ten noorden van het schiereiland Sint Philipsland. Het gebied is 598 ha groot en wordt door de stichting Het Zeeuwse Landschap beheerd als natuurgebied.

## Beschrijving
Het gebied is ontstaan uit zandplaten, slikken en schorren in het Volkerak die, nadat in 1987 de Philipsdam tot stand kwam, niet meer aan getijdewerking onderhevig waren. De oorspronkelijk zilte bodem is door regenwater sterk verzoet. Er kon, na de voltooien van de Deltawerken, een grazig halfopen landschap ontstaan met voormalige getijdengeulen, struwelen en bosjes. Ook een aantal bij de Philipsdam in de Krammer aangelegde eilandjes behoren tot het natuurgebied.
De voormalige slikken zijn rijk aan broedvogels zoals boompieper, bruine kiekendief, roodborsttapuit, nachtegaal en kleine bonte specht. De zeearend broedt sinds 2018 in het gebied. Ook vos, boommarter en het ree komen er voor. Heen of zeebies, mede naamgever van het gebied, heeft er groeiplaatsen.

## Beheer
Om het gebied open te houden laat de beheerder het begrazen door kuddes konikpaarden en, sinds 2019, Rode Geus-runderen. Ze beperken de opslag van duinriet, adelaarsvaren en verschillende woekerende exoten zoals de reuzenberenklauw. Om de groei van struiken en bomen in toom te houden worden er sinds 2020 ook wisenten gehouden. De begrazing met Schotse hooglanders en veehouderij runderen werd gestopt.

## Recreatie
Door het gebied lopen twee wandelroutes die met enige beperkingen toegankelijk zijn. Er staat een uitkijktoren van waaraf men de voormalige slikken kan overzien. Ook is er een vogelkijkwand in het gebied.